# Còlit del desert
El còlit del desert (Oenanthe deserti) és una espècie d'ocell de la família dels muscicàpids (Muscicapidae) que habita zones semidesèrtiques del nord d'Àfrica i el sud d'Àsia, des del nord del Sàhara Occidental i el Marroc, cap a l'est, pel centre d'Algèria, Tunis, Líbia, Egipte i nord del Sudan, i cap a l'est, a través d'Aràbia Saudí i Orient Pròxim, fins al nord del Pakistan, nord-oest de l'Índia, Tibet, nord de la Xina i Mongòlia. El seu estat de conservació és de risc mínim. Ocasionalment es presenta als Països Catalans.